# Bhrigu

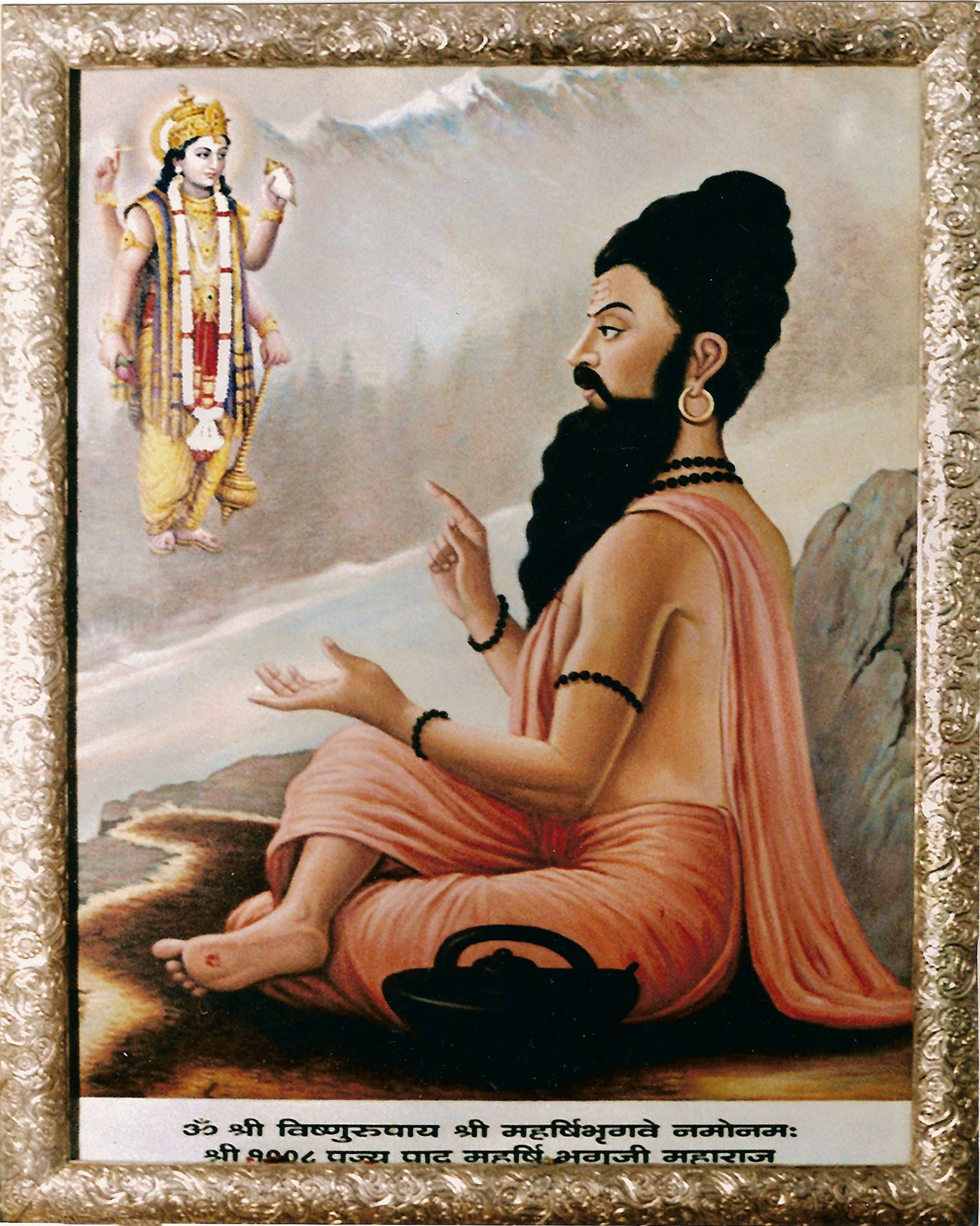
Bhrigu

Bhrigu (Sanskrit भृगु bhṛgu m.) ist im Hinduismus einer der sieben Weisen (saptarshi).

## Mythos
Bhrigu ist der Stammvater der Bhrigus oder Bhargavas, dem der Weise Jamadagni und der Avatar Parashurama zugehören. Er entstand aus einem Funken aus Prajapatis Sperma und wurde von Varuna erzogen. Sein Sohn ist Chyavana. Er rettete den Weisen Atri vor Nahusha, den er durch einen Fluch in eine Schlange verwandelte.
Das Padma Purana berichtet, wie Bhrigu die drei Götter der Trimurti nacheinander besuchte. Als er Shiva antraf, war dieser ins Liebesspiel mit Parvati vertieft und nahm vom Besucher keine Notiz. Bhrigu verfluchte ihn: Er solle künftig die Form eines Linga (kultischer Phallos) verehrt werden. Dann ging er weiter zu Brahma. Dieser war von Rishis umgeben und in intellektuelle Gespräche vertieft ohne Notiz von seinem Besucher zu nehmen. Bhrigu verfluchte ihn: Er solle nicht verehrt werden. Dann kam er zu Vishnu, den er schlafend vorfand. Bhrigu trat mit seinem linken Fuß auf dessen Brust, worauf Vishnu erwachte. Dieser war erfreut und drückte freundlich Bhrigus Fuß. Dieser erklärte darauf, dass Vishnu das einzige Wesen sei, das verdiene von Menschen und Göttern verehrt zu werden.
Andererseits verfluchte er Vishnu dazu, dass er als Mensch geboren werden und dort von seiner Frau getrennt werden solle, nachdem Vishnu Bhrigus Frau Puloma enthauptete, die Asuras in ihren Schutz genommen hatte. Vishnu wurde deshalb als Rama geboren.

## Sonstiges
Nach der Lokalsage wurde der indische Ort Bharuch von Bhrigu gegründet.